# Jana Prachařová
Jana Prachařová, rozená Kalistová (7. prosince 1937 Pardubice – 15. srpna 2024 Praha) byla česká herečka a loutkoherečka.
Po obou rodičích pocházela z divadelnického prostředí. Vystudovala loutkářskou katedru DAMU a poté pracovala v loutkoherecké skupině Československé televize, kde se podílela mj. na večerníčkovém seriálu Krkonošské pohádky, kde hrál i její manžel Ilja Prachař hlavní zápornou postavu zlého statkáře Trautenberka. V 60. a 70. letech 20. století se objevila i v několika filmech.
Známým hercem byl i její manžel Ilja a herectví se věnují i její potomci David, Jakub a Mariana Prachařovi a Alžběta Malá.

## Filmografie

### Herectví
- 1991 Král a zloděj
- 1984 Anynka a čert
- 1979 Tvář za sklem (role: Kadlecová)
- 1977 Nemocnice na kraji města (role: doktorka Ctiradová)
- 1976 Hra o jablko (role: zdravotní sestra)
- 1971 Psi a lidé (role: III. Věrnost – Pavelková)
- 1968 Naše bláznivá rodina (role: učitelka)
- 1967 Malé letní blues (role: prodavačka)
- 1967 Útěk ... matka
- 1965 O slavnosti a hostech (role: paní)
- 1964 …a pátý jezdec je Strach (role: Věra, Šidlákova manželka)

### Loutkoherectví
- 1989 Fubu
- 1987 Kouzelný cedníček
- 1987 Voňavé haraburdí
- 1986 O houbovém Kubovi a princi Jakubovi
- 1986 O ztracené kuchařce
- 1986 Pavouk se smaragdovýma očima
- 1986 Vděčná zvířátka
- 1985 Chán Sulejmán a víla Fatmé
- 1984 Příběhy včelích medvídků
- 1982 Madlenka a strašidla
- 1982 Vonička
- 1981 Chudák muzika
- 1981 Nová dvojpohádka z lesa
- 1980 O ptáku Ohniváku
- 1980 Studio Kamarád – loutky
- 1979 Švec Janek v pohádkové zemi
- 1976 Birlibán
- 1976 Borůvka a Kvítko
- 1974 Krkonošské pohádky – Krakonošova sojka
- 1974 Příběhy telátka Kopejtka
- 1973 Míša Kulička
- 1973 Zlatovláska
- 1971 Kocour v bačkorách
- 1968 Hup a Hop